# História Concisa da Literatura Brasileira
História Concisa da Literatura Brasileira é um manual histórico de Literatura brasileira escrito por Alfredo Bosi, tendo sua primeira edição publicada no ano de 1970 e a última em 2017, sendo a 52ª edição publicada pela Editora Cultrix.

## Contextualização Histórica
A obra foi escrita em um período de grande efervescência nos estudos relacionados à linguagem, temos no Brasil o desenvolvimento de estudos linguísticos e literários relacionados às teorias de Bakhtin. As faculdades de Letras no Brasil começam a ganhar autonomia, à exemplo da Universidade de São Paulo e sua Faculdade de Filosofia, Ciências e Letras  ofertado no ano de 1970, propiciando assim, o amadurecimento da pesquisa científica no campo das letras tendo como resultado obras como História Concisa da Literatura Brasileira, manual surgido no bojo deste momento social das Universidades e pesquisas brasileiras.    

## Conteúdo
Manuais de Literatura, ou demais áreas do conhecimento, são livros/livretos que buscam apontar direções de estudo por meio de descrições e explicações acerca de determinados temas. 
O manual de literatura História Concisa da Literatura Brasileira está dividido em oito partes correspondentes às correntes literárias existentes do decorrer da história brasileira, as partes são: a Condição Colonial, o Barroco, Arcádia e Ilustração, o Romantismo, o Realismo, o Pré-Modernismo e Modernismo, e Tendências contemporâneas. No decorrer da obra são apresentadas autores, textos e informações que proporcionam ao leitor o entendimento, de forma sucinta, das correntes literárias no Brasil. 
História Concisa da Literatura Brasileira busca, por meio de retorno sucinto à historiografia literária e social, descrever o contexto histórico e o desenvolvimento das correntes literárias no Brasil. Desta forma, no decorrer da obra temos a apresentação de correlações existentes entre cultura, sociedade, política, história  e a produção de literatura no Brasil. 
A relação entre sociedade e literatura também é abordada por Alfredo Bosi em outros de seus manuais de Literatura, os livros “Entre a História e a Literatura” (2015), “Ideologia e Contraideologia” (2010) e “Dialética da Colonização” (1992). 